# Félix Thyes
Félix Thyes (Ciutat de Luxemburg, 19 de gener de 1830 - Brussel·les, 8 de maig de 1855) fou un escriptor luxemburguès, considerat el primer autor d'aquest país d'una obra en francès (Marc Bruno, profil d'artiste). L'obra fou publicada poc després de la seva mort. També fou el primer crític literari que va debatre sobre la literatura escrita en luxemburguès.

## Obres
- Essai sur la Poésie luxembourgeoise. Revue trimestrielle, Brussel·les 1854.
- Marc Bruno, Profil d'artiste. Edition Princeps, Brussel·les, 1855.